# Hermann Schild
Hermann Schild (* 16. Februar 1913 in Tschausdorf (Oder), jetzt Szczawno; † 7. April 2006 in München) war ein deutscher Radrennfahrer.
Schild begann 1931 beim RV Borussia Guben 1894 mit dem Radsport. Da er lange Zeit arbeitslos war, fuhr er die Strecken zu seinen Starts regelmäßig mit dem Rad und nach den Rennen direkt per Rad wieder nach Hause. Der damalige Reichstrainer „Matze“ Schmidt war von seinen körperlichen Fähigkeiten so beeindruckt, dass er ihn 1936 in den Kader für die Olympischen Sommerspiele berief. 1937 erhielt er (gemeinsam mit seinem Chemnitzer Landsmann Herbert Gerber) ein Angebot der Presto-Werke als Berufsfahrer für deren Team, dass er umgehend annahm.
Schild nahm 1937 und 1938 an der Tour de France teil, gab aber beide Male unterwegs auf. 1938 gewann er die Gesamtwertung der Deutschland-Rundfahrt, die über mehr als 3000 Kilometer und 15 Etappen führte (1939 wurde er 30.). Mit neun Etappensiegen belegt er immer noch den vorderen Platz in der Statistik (gemeinsam mit Heinz Müller). Auch mit seinen 21 Tagen im Führungstrikot ist er der erfolgreichste Teilnehmer. 1939 stellte er wenige Tage vor Beginn des Zweiten Weltkrieges einen deutschen Rekord über 1 Stunde mit einem Mittel von 43,296 km/h auf der Bahn Hertogenrath auf. 1941 stürzte Schild schwer, so dass er zwar keinen Wehrdienst mehr verrichten musste, aber auch um die Fortsetzung seiner sportlichen Laufbahn fürchtete. Erst 1947 war er gesundheitlich wieder in der Lage, Radrennen zu bestreiten. Er debütierte im April dieses Jahres bei einem Rundstreckenrennen in München.
Auch nach dem Zweiten Weltkrieg war Schild weiter als Berufsfahrer erfolgreich. 1950 gewann er die erste Austragung eines Kriteriums hinter Motorführung in Deutschland. Das Rennen fand auf der Berliner Avus vor 80.000 Zuschauern statt. 1952 startete er für die Mannschaft Rabeneick bei der Deutschland-Rundfahrt und platzierte sich als 30. 1953 gewann er die  DDR-Meisterschaft der Steher für Berufsfahrer. Er wurde 1954 im Alter von 41 Jahren Deutscher Straßenmeister der Profis und kam 1957 in seinem letzten Rennen als Profi beim Klassiker Mailand–Sanremo mit dem Hauptfeld ins Ziel. Nach seiner Radsportlerkarriere (die er 1957 beendete) engagierte er sich beim RC Amor 07 München weiterhin für den Radsport.
Hermann Schild starb am 7. April 2006 in München im Alter von 93 Jahren.